# Mi mejor amigo (película de 2018)
Mi mejor amigo es una película argentina escrita y dirigida por Martín Deus la cual fue estrenada el 8 de noviembre del 2018. Está protagonizada por Angelo Mutti Spinetta y Lautaro Rodríguez.

## Sinopsis
Lorenzo, un adolescente que vive en la Patagonia, recibe en su casa a Caíto, el hijo de unos amigos de la familia que están pasando por una grave situación y no se pueden hacer cargo de él. Caíto es un joven problemático que tiene dificultades para adaptarse. A pesar de las diferencias entablan una peculiar amistad, donde cada uno aprende mucho del otro. Un día Caíto le cuenta el verdadero motivo por el que se ha tenido que ir de su casa. A partir de allí, Lorenzo tendrá que hacerse cargo de un secreto demasiado pesado de cargar.

## Reparto
- Angelo Mutti Spinetta: Lorenzo.
- Lautaro Rodríguez: Caíto.
- Guillermo Pfening: Andrés.
- Mariana Anghileri: Camila.
- Benito Mutti Spinetta: Lucas.
- Franco Picciano: Capitán de Equipo

Adicionalmente, el rapero y freestyler Valentín Oliva "Wos" participa como un extra.

## Premios y nominaciones

### Participación en festivales de cine
- 2018 — Roze Filmdagen | Amsterdam LGBTQ Filmfestival
- OUTshine Film Festival, Miami[2]
- 33 Lovers Film Festival, Torino[3]
- Puerto Rico Queer Film Fest[4]
- Cine Las Américas International Film Festival, Austin[5]
- Cannes Écrans Juniors 2018 (ganador del 1er premio)[6]
- Frameline 42, San Francisco[7]
- OutFilm,  31st Connecticut LGBT Film Festival[8]

### Premio Sebastiane Latino
Dicho premio es entregado en el marco del Festival de San Sebastián a aquella película que mejor haya representado la diversidad sexual y de género.
| Año  | Categoría      | Candidato      | Resultado |
| ---- | -------------- | -------------- | --------- |
| 2018 | Mejor película | Mi mejor amigo | Nominado  |